# 90376 Kossuth
90376 Kossuth este un asteroid din centura principală de asteroizi.

## Descriere
90376 Kossuth este un asteroid din centura principală de asteroizi. A fost descoperit pe 5 noiembrie 2003 la Piszkesteto de Krisztián Sárneczky și Szabolcs Mészáros. Asteroidul prezintă o orbită caracterizată de o semiaxă mare de 3,07 ua, o excentricitate de 0,04 și o înclinație de 11,8° în raport cu ecliptica.